# 前橋城
前橋城（まえばしじょう）は、群馬県前橋市（上野国群馬郡）にあった日本の城（平山城）。前橋台地北東縁に築かれた平城で、古くは厩橋城（まやばしじょう）と呼ばれ、また関東七名城の一つに数えられた。車橋門の跡が前橋市の史跡に指定され、酒井氏に伝わる城絵図が市指定重要文化財に指定されている。

## 概要
利根川と広瀬川を外堀とする渦郭式の平城で、周囲に城下町が発展し、今日の前橋市中心街となった。前橋城は江戸時代には前橋藩の藩庁ともなったが、その一方で、暴れ川として知られ「坂東太郎」の異名を持つ利根川に始終翻弄された。

## 歴史・沿革

### 室町時代・安土桃山時代
前橋はその旧名を厩橋といった。このため前橋城は当初、厩橋城と呼ばれていた。城の起源については諸説あるが、室町時代中期の15世紀末頃に長野氏の拠点であった箕輪城の支城として築かれた石倉城がその始まりであるとされる。
伝承では、石倉城築城時に低地帯を台地の東に流れていた利根川の本流が、天文3年（1534年）の氾濫により流路を変え石倉城の水路に流れ込み、本丸・二ノ丸などを崩壊させてしまった。当時の城主長野賢忠（長野方業、法号・固山宗賢）が残った三の丸を拠り所に再築した城が、後に厩橋城と呼ばれるようになったという。ただしこの厩橋長野氏の系譜ははっきりせず、厩橋の長野氏で築城者とみられる初代の人物も、法号の固山宗賢としか判明しない。学説上で明らかなのは長野氏によって築城されたことのみである。
貞享元年（1684年）編纂の『前橋風土記』は、厩橋城は延徳元年（1489年）に固山宗賢、長野左衛門尉により築城されたとする。固山宗賢の俗名を、長昌寺の記録では長野方業とし、橋林寺の記録では長野景信とする。『前橋風土記』はさらに2代目城主を長野道安、3代目城主を道安の子長野弾正入道道賢、4代目城主を長尾賢忠、5代目城主を永禄5年（1562年）に長尾輝虎に従い長尾賢忠を殺害した北条安芸守芳林（北条高広）とする。
確実な史料により判明するのは、大永7年（1527年）の長尾顕景より長尾為景宛書状「厩橋宮内大夫」、天文2年（1533年）の快元僧都記「長野宮内大夫」、永禄10年（1567年）の由良文書中の天文10年（1541年）「厩橋賢忠」、永禄3年（1560年）の関東幕注文における厩橋衆「長野藤九郎」「同彦七良」である。
以上の史料から『前橋市史』では、『前橋風土記』が長尾景虎が厩橋城に進出した時期の厩橋城主を長尾氏とするのは誤りとする。
天文20年（1551年）、厩橋城は上野国に侵攻した後北条氏に付いた。一説には城主の長野賢忠が城を明け渡し長尾景虎（後の上杉謙信）を頼りに越後へ移ったという。なお、石倉城を破壊した利根川はこの天文年間までに厩橋城の西へと流路を完全に移している。
永禄3年（1560年）、景虎の長尾軍が厩橋城を攻め取り、河田長親が城代となる。この際に厩橋長野氏を中心とする厩橋衆は分解した。以降、厩橋城は景虎の関東進出の足掛かりとされた。永禄6年（1563年）小田原北条・甲斐武田の連合軍により攻め落とされる。年代に諸説あるが、この時期に厩橋長野一族は、上杉家の家督を継いだ景虎改め政虎に断罪され粛清された。賢忠が病気を理由に攻防戦に参陣しなかったからとも、玄忠（賢忠？）の子・彦太郎の馬が暴れたのを謀反と勘違いされた、などの伝承が伝わる。長野氏の混乱は、上杉家の謀略だったともされる。城はその後、再び上杉家に取り戻され、越後の北条高広が城代に据えられた。だが永禄10年（1567年）にはその北条高広が北条陣営へ寝返ったことにより、周辺は再び北条家の勢力圏となる。
その後、越相同盟によって北条高広は上杉家へ帰参することが取り決められ、厩橋城は上杉方に引き渡された。高広は謙信の死後の天正7年（1579年）、御館の乱で越後の本拠地を失い、勝頼率いる武田氏に降伏した。引き続き厩橋城代として残るも、天正10年（1582年）3月に武田氏が織田信長によって滅ぼされ、織田方の滝川一益が上州を支配することとなり、高広は滝川に厩橋城を引き渡した。同6月の本能寺の変の後、神流川の戦いで北条氏直に敗れた一益は上州から撤退した。北条高広や上杉氏らのせめぎ合いの末、上州の大半および厩橋城は後北条氏の元に入った。天正18年（1590年）、豊臣秀吉の小田原征伐に際し、豊臣方の浅野長政により攻め落とされ、同年8月、関東を任された徳川家康の支配するところとなり、家臣平岩親吉を厩橋城に置き、3万3千石を与えた。

### 江戸時代

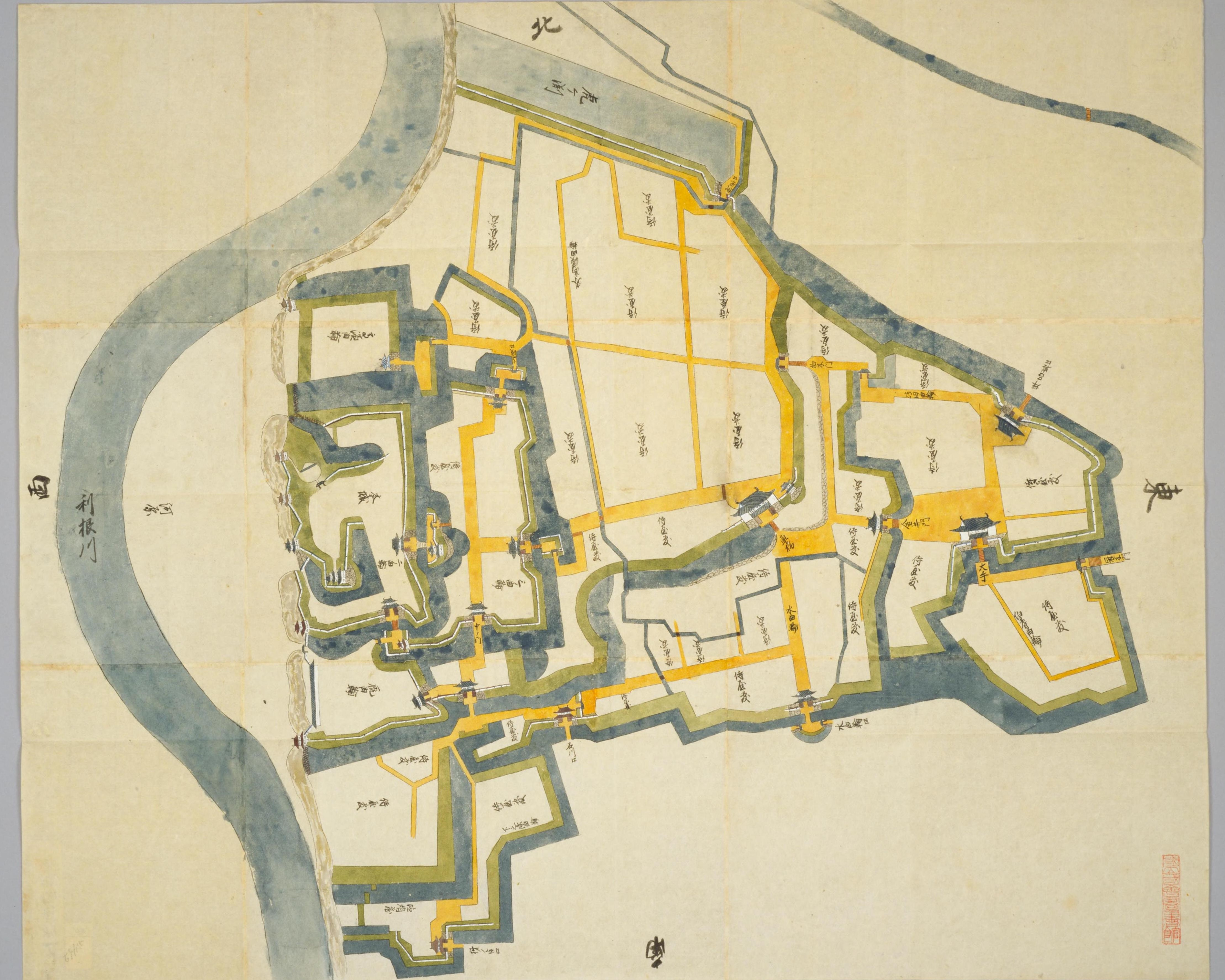
酒井氏時代の前橋城を描いた絵図。元禄15年（1702年）の利根川の瀬替え以前の様子を示している。

関ヶ原の戦いの後、慶長6年（1601年）2月、甲府藩に移された親吉に代わって酒井重忠が厩橋藩3万3千石を任され城に入る。重忠は城の大改修を行い近世城郭へと変貌させ、城には3層3階の天守も造営された。17世紀中頃から18世紀初頭、忠清から忠挙の代に、厩橋の地は「前橋」と改められ、城も「前橋城」と呼ばれるようになる。しかし、大老酒井忠清を出すほどの名門が置かれたのとは裏腹に、前橋城は利根川の浸食を受け続け、前橋藩は外曲輪角櫓の取崩し（元禄12年（1699年））、利根川の瀬替え（元禄15年（1702年））、川普請（正徳4年（1714年））といった工事に出費を強いられた。宝永7年（1710年）には所領の分散等と並んで「川欠けにより前橋城が次第に狭くなりつつあること」を理由に元藩主酒井忠挙が老中に転封を願い出ている。
寛延元年（1748年）、被害が本丸にも及び、藩主酒井忠恭はやむなく住居を三ノ曲輪に移転させる普請を幕府に申請し、許可を得て同年12月に地鎮祭を行った。しかし酒井氏は本丸移転の工事を終えることなく前橋城を去った。同年11月に播磨国姫路藩主松平明矩が死去しその跡を幼少の松平朝矩が継いだため、幼主は要地姫路にふさわしくないという理由で翌寛延2年（1749年）正月に酒井氏と所領を入れ替える形で前橋藩15万石への転封が松平朝矩に命じられたためである。以後、前橋城は明治維新まで越前松平家の城となった。前橋入封までに10度の転封を経験して借財が多かった松平氏にとって、転封早々に前橋城の本丸移転の工事を行うことは負担が大きく、結局宝暦2年（1752年）にようやく三ノ丸に御殿建替が成った。
明和4年（1767年）、移転後の御殿にも川欠の危険が及んだため、前橋藩主松平朝矩は幕府の許可を得て前橋城を放棄することとなった。移城先はそれまで秋元氏の居城であった武蔵国川越城である。前橋領は川越藩の分領としての陣屋支配となり、前橋城は明和6年（1769年）に破却された。以降前橋藩ではなく川越藩と呼ぶ。
領主が去り荒廃した前橋領において、領民の前橋城再建・領主帰城の願いは強く、再三にわたり松平家に帰城が請願された。文化14年（1817年）に川越藩主松平斉典に前橋領民から帰城嘆願書が提出されたのに加え、天保9年（1838年）川越藩主松平斉典から前橋への帰城と2万石の加増を願う内願書が幕府に提出されているが、その時点では幕府の許可が下りず帰城は実現しなかった。一度は放棄された前橋城への帰城が取り沙汰されるようになった背景には、天保年間（1830年 - 1843年）に郡代奉行安井政章（安井与左衛門）らにより利根川が改修され、利根川の勢いが西方に反れた事で城郭崩壊の危険度が低くなったことがあった。
横浜開港後、特産の生糸の輸出により利益を得ていた生糸商人ら前橋領民から献金された7万7千両余りを再築資金として、文久3年（1863年）12月、川越藩主松平直克は幕府の許可を得て前橋城の再築を開始した。領民から献金だけでなく労働奉仕を受け前橋城は竣工、慶応3年（1867年）3月、直克が入城し前橋藩が再興した。
再築前橋城の規模は157159坪（約52万平方メートル）におよぶ広大なものだった。

### 近現代

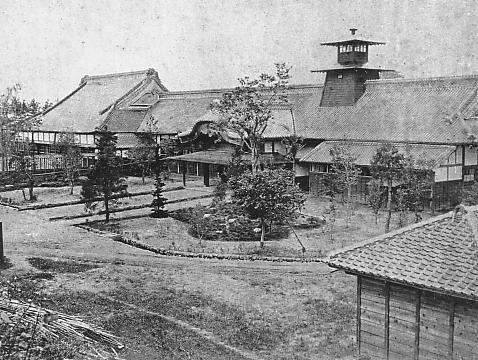
群馬県庁舎として使われた明治時代の前橋城本丸御殿。

前橋城再建から半年の後、大政奉還により江戸幕府は終焉、1871年（明治4年）の廃藩置県により前橋城本丸御殿に前橋県の県庁が置かれたが、他の建屋は取り壊された。第一次群馬県の成立後、1872年（明治5年）6月高崎から前橋に県庁が移転した際県庁舎として用いられ、第十七番中学校伝習所本部として一時用いられたのち、明治14年1881年（明治14年）5月第二次群馬県の県庁が前橋に移った際も県庁舎となった。1928年（昭和3年）に老朽化で取り壊されるまで、群馬県庁舎として使われた。
今日、本丸跡地には1999年（平成11年）に竣工した地上33階・地下4階の鉄筋コンクリート建の群馬県庁本庁舎、群馬県庁昭和庁舎、群馬県警察本部庁舎が置かれている。また、二の丸跡地には群馬県議会議事堂、前橋市役所、群馬会館が置かれ、三の丸跡地は前橋地方裁判所となっている。三の丸外郭の地が1905年（明治38年）に整備され、前橋公園となった。現在の城址は市街化が進み、城の面影は少ない。
2021年（令和3年）、発掘調査により大手門の石垣が発見された。

## 伝承・伝説

### 「関東の華」
酒井重忠が徳川家康より前橋城を与えられた際、「関東の華を汝に与える」と諭された、と『三河物語』は伝えているという。この逸話はTV、新聞で取り上げられるなど、人口に膾炙している。
しかしながら、『三河物語』中に「関東の華」という語句は現れない。
家康が重忠にかけた言葉を伝えている文書は、150年余り後の『姫陽陰語』『通夜垂言録』『姫路騒動日記』『噂物語』で、前橋藩家老川合定恒が姫路転封に反対する理由として、重忠が家康にかけられた言葉を引用する場面に現れる。この中では家康は前橋城を「宜しき城」「二つと無き城」と呼び、「必々永代所替え等致さず」と続ける。これ以外の『前橋風土記』『直泰夜話』『姫陽秘鑑』といった酒井氏の歴史を伝える江戸時代の文書には、「関東の華」の語句は現れない。
確認できる「関東の華」の初出は、明治24年（1891年）の保岡申之『前橋繁昌記』であり、深町藤蔵による叙文中家康の言葉として「汝ニ関東ノ華ヲ与フ」とある他、本文中にも「家康公関東の花を与ふの語あり」とある。これ以降明治26年（1893年）高橋周楨『近世上毛偉人伝』、明治43年（1910年）『前橋市案内』などに「関東の華」という言葉が見られるようになる。

### お虎伝説
前橋城の西、利根川の流れが城に突き当たる地を「お虎が渕」と呼んでいた。上に挙げた城絵図では、絵図上方に「虎ヶ渕」の字が確認できる。ここは前橋城の御殿女中「お虎」が沈められたとの伝説があり、このお虎の怨念によって前橋城は欠け落ちたと言われ、群馬県庁裏にお虎を祀ったとされる「虎姫観音」が現存している。
暁風中島吉太郎『伝説の上州』中ではお虎伝説について3種が紹介されている。
1. お虎は稀代の美女であったので、恋慕の情を抱いた前橋城の家老がある時お虎に言い寄るが、つれなくされてしまった。かえってお虎に憎しみを抱いた家老は殿様に讒言し、怒った殿様の命令でお虎は沈められた。
2. お虎は16の時に殿様に見いだされ城に上ったのだが、そのとき思いを交わしていた男があった。祭りの日に城下町へ出る機会のあったお虎は、かつての思い人を見いだし、約束を交わし別の日に男と逢った。これが殿様の知るところとなり、殿様の怒りを買ったお虎は沈められた。
3. お虎は美しく、立居振る舞いもしとやかで殿様の寵愛を一身に集めたので、嫉妬した他の女中達は、殿様の御飯に折れた針を仕込み、お虎に罪を被せた。怒った殿様はお虎を蛇や百足を入れた瓶[20]に押し込めて生きたまま沈めさせた。

『六臣譚筆』を引用する『姫陽秘鑑』には、平岩親吉が前橋城主だった時代に、虎という女の縫った小袖に針が誤って残っていたことから親吉は激怒し、女を生きたまま蛇蜈蚣とともに桶に入れて沈めた、という3番目の伝説に関連した説話がある。

## 遺構

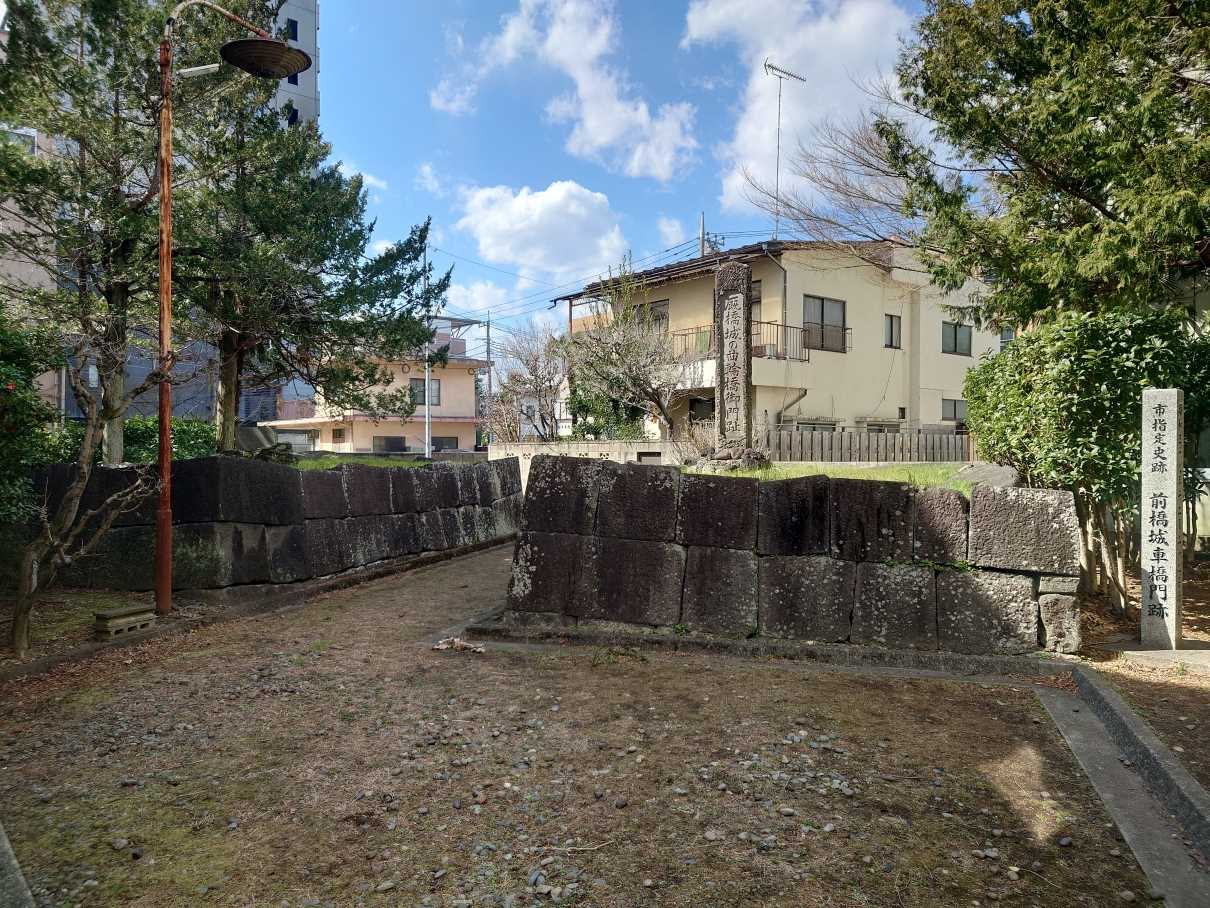
前橋城車橋門跡（前橋市指定史跡）

開発が進み遺構の保存状態は良くないが、石垣（車橋門跡等）、土塁（群馬県庁北側、前橋公園内等）、堀の一部が良く残る。建造物としては、市内総社町に城門が移築され現存する。また、松平直方の邸宅が、市内川原町の大興寺内に移築現存する。
臨江閣、るなぱあくが位置するのは東西300メートル、幅70メートルにも及ぶ前橋城の大空堀（自然の地形で、人工の壕ではない）跡である。
また、大手町二丁目の「前橋城車橋門跡」が1964年（昭和39年）12月22日付で市の史跡に指定されている。

## 歴代城主
長野氏
- 長野賢忠：山内上杉氏家臣

越後北条氏

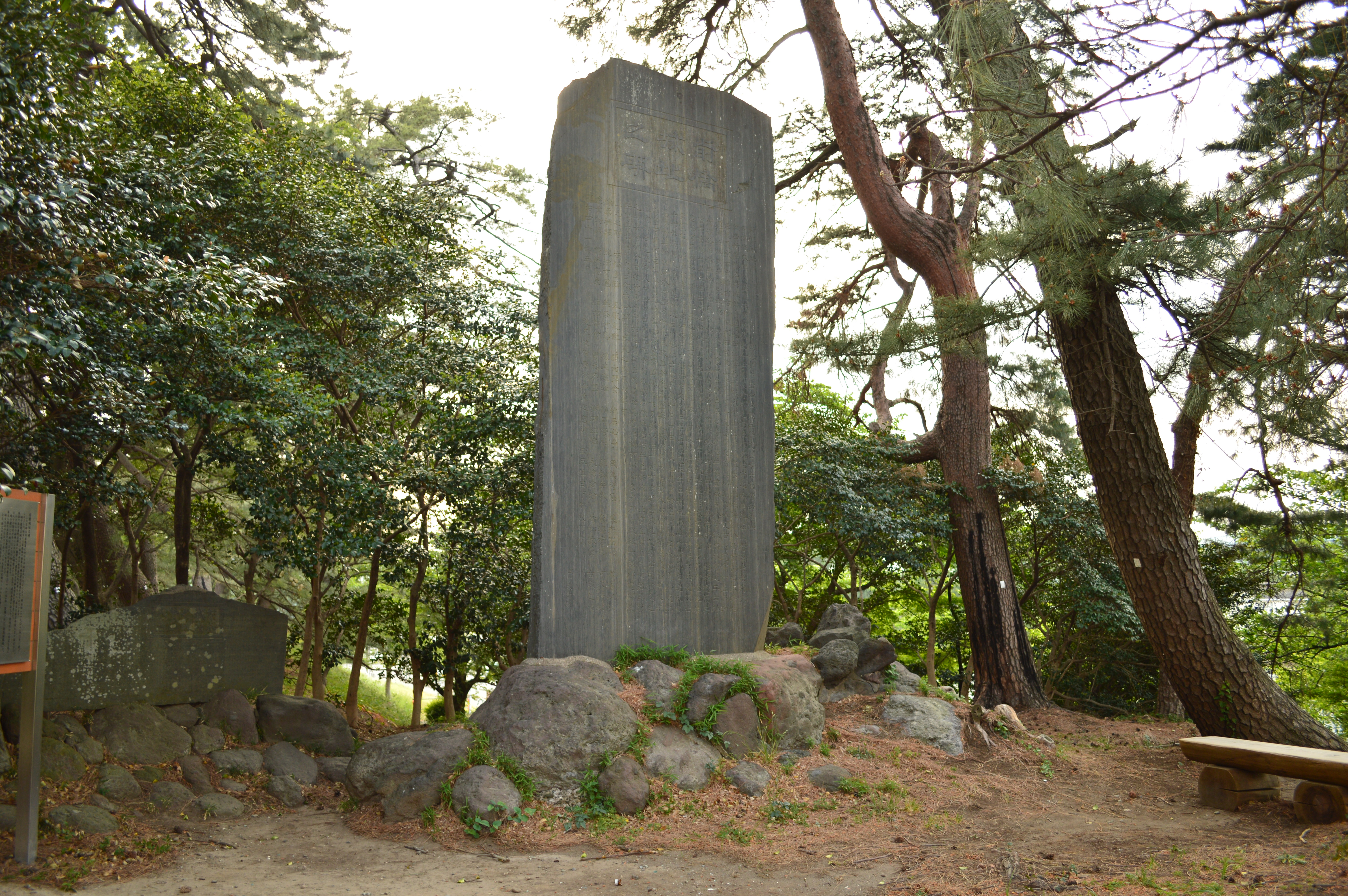
土塁上の城跡碑

- 北条高広：上杉謙信、武田信玄、北条氏康に寝返る。
- 北条景広：高広の子、御館の乱により戦死。

滝川氏
- 滝川一益：織田氏家臣、神流川の戦いに敗れて伊勢に帰国。

越後北条氏
- 北条高広：城を落とされ、北条氏邦に従属。

平岩氏
- 平岩親吉：徳川氏家臣、初代前橋藩主。

酒井氏
- 酒井重忠：同上、前橋藩主。（以下9代続く）

越前松平氏
- 松平朝矩：同上、前橋藩主。
- 松平直克：政事総裁職。
- 松平直方：前橋藩知事、前橋県知事。